# José Mendes (ciclista)
José João Pimenta da Costa Mendes (Guimarães, 24 de abril de 1985) é um ciclista profissional português da equipa Bora-Argon 18.

## Palmarès
2003
1.° no  Campeonato de Juniores de Portugal de Ciclismo Contrarrelógio
2005
2.° no Campeonato de Portugal de Ciclismo Contrarrelógio Sub-23
2009
3.° no Campeonato de Portugal de Ciclismo Contrarrelógio Sub-23
3.° no Circuito de Lorena
2010
1.° na 3.ª etapa do Grande Prémio Internacional de Torres Vedras
1.° na 6.ª etapa da Volta a Portugal em Bicicleta
2015
1.° na 1ª etapa do Giro del Trentino (TTT)
3.° no Campeonato de Portugal de Ciclismo Contrarrelógio
5.° no Critérium Internacional
5.° na Coppa Bernocchi
6.° no Giro del Trentino
2016
1.° no  Campeonato Português de Estrada
6.° na Volta à Noruega
| Grand Tour                  | 2013 | 2014 | 2015 |
| --------------------------- | ---- | ---- | ---- |
| Volta à Itália              | –    | –    | –    |
| Volta à França em Bicicleta | –    | 124  | 140  |
| Volta a Espanha             | 22   | –    | –    |

DE = Desistiu